# Али-Шах Дуррани
 Али-шах Дуррани  — правитель Дурранийской империи с 1818 до 1819 года. Был сыном Тимура-Шаха Дуррани. Был отстранён от власти своим братом Аюб-Шахом.